# Tatiana Romanova
Tatiana Romanova (Tanya voor haar vrienden) is een personage uit Ian Flemings James Bondroman From Russia with Love (1957) en de gelijknamige film From Russia with Love (1963). Ze wordt gespeeld door de Italiaanse actrice Daniela Bianchi.

## Boek
Romanova werkt in het boek voor de SMERSH. Als SPECTRE van plan is James Bond te elimineren om zichzelf weer op de kaart te zetten, gebruiken ze Romanova als hun lokaas. Agent Rosa Klebb vertrekt naar Istanboel voor een ontmoeting met Romanova, ze krijgt de opdracht James Bond naar Istanboel te lokken en te doen alsof ze verliefd op hem is. Romanova moet zorgen dat Bond de Russische Lektor decodeer-machine in handen krijgen. Dat SMERSH Bond wil doden, vertellen ze haar niet.
Bond vertrekt naar Istanboel naar zijn contact Dakro Kerim Bey, die hem dekking geeft bij zijn opdracht. Als hij Tatiana eenmaal ontmoet probeert hij te zorgen dat ze vertelt waar de Lektor is, als Bond de Lektor dankzij haar hulp en die van Kerim Bey in handen krijgt reizen ze samen met Kerim Bey terug naar Londen via de Oriënt-Express, maar wat ze niet weten is dat de SMERSH' Belangrijkste Executioner Donovan 'Red' Grant ook aan boord is. Grant vermoordt Kerim Bey en op dat moment verdenkt Bond Tatiana dat zij meewerkt aan deze operatie.
Als ze alweer een stuk verder zijn ontmoeten ze Grant. Bond ontdekt dat hij de orders van SMERSH heeft gekregen om Bond en Romanova te elimineren en er zo met de Lektor vandoor te gaan. Bond weet Grant hierna te vermoorden en na nog een lange reis komen ze veilig terecht in Parijs.
In Parijs is Rosa Klebb weer terug die nog een laatste poging waagt Bond te elimineren en de Lektor te stelen in Bonds hotelkamer. Klebb beschikt over dodelijke spikes met een dodelijk gif die uit haar schoenen komen en valt hiermee Bond aan, James Bond weet het gevecht bijna te winnen maar wordt geraakt door een van de Spikes uit Klebb haar schoen, en valt zwaargewond neer.  Klebb wordt uiteindelijk gearresteerd door Bonds vriend René Mathis. 

## Film
In de films was haar rol niet veel anders dan die in het boek. Ze werkte hier voor het Rode Leger. Als SPECTRE besloten heeft James Bond te elimineren sturen ze Rosa Klebb naar Tatiana die haar de orders geeft te doen alsof ze verliefd is op Bond via een foto van hem om hem naar Istanboel te lokken, ze moet Bond helpen de Britse decodeer-machine de LEKTOR in handen te krijgen. Klebb doet zich hier echter voor als een agent van SMERSH.
Bond vertrekt naar Istanboel waar hij komt bij zijn contact Kerim Bey die hem vertelt over Romanova. Nadat Bond met Kerim Bey erin geslaagd is de moordenaar Krillencu te doden treft hij 's avonds laat Tatiana volledig naakt in zijn bed aan. Na een korte ontmoeting hebben de twee seks met elkaar maar wat ze niet doorhebben is dat hun romantische avond gefilmd wordt.
Later komt Bond er via haar achter waar de LEKTOR is en hoe ze hem kunnen stelen. Bond laat het gebouw waar de LEKTOR is aanvallen zodat zij de machine kunnen terugstelen. Ze gaan dan samen met Kerim Bey de Oriënt Express op om de machine terug te krijgen, maar wat ze niet weten is dat SPECTRE's belangrijkste Executioner Donald 'Red' Grant met hen meereist. Als ze een tijdje op de trein zitten beleven ze samen een rustige romantische tijd met elkaar, maar als Bond haar beveelt haar jurkje uit te trekken en haar normale kleren aan te trekken om wat te gaan drinken met Kerim Bey blijkt het dat hij omgekomen is. Bond wil weten wie Tatiana de orders gegeven heeft, maar Tatiana zwijgt echter voor een hele tijd.
Bond ontmoet later in Zagreb Red Grant als de trein tijdelijk gestopt is. Hij dineert die avond met Grant waarbij Tatiana iets in haar drinken krijgt van Grant, wat ze echter niet doorheeft. Ze valt die avond al snel in slaap dankzij Grant. Bond ontdekt die avond dat Grant voor SPECTRE werkt en dat hij de orders van Rosa Klebb gekregen heeft Bond te doden en zo de LEKTOR in handen te krijgen. Hij was het echter ook die Kerim Bey heeft laten omkomen. Bond komt er in het gesprek achter dat Tatiana haar orders ook van Klebb kreeg. Bond vermoordt Grant die avond en gaat met Tatiana de trein uit in Joegoslavië.
Als Tatiana de volgende dag weer klaarwakker is maakt ze mee dat Bond een helikopter aan zijn einde brengt. Ze gaan verder in Triëst waar ze met een bootje proberen in Venetië te komen. Dit lukt nadat ze een aanval van SPECTRE hebben weten te verijdelen. Later in Venetië probeert Rosa Klebb nog een laatste poging te doen de LEKTOR in handen te krijgen. Terwijl Bond aan de telefoon zit wordt hij onder schot gehouden door Klebb. Tatiana krijgt de orders ervandoor te gaan met de LEKTOR zodat Klebb een einde kan maken aan Bond. Maar Tatiana slaat het pistool weg met de machine. Als Bond wil aanvallen gebruikt Klebb haar schoenen waar dodelijke spikes uitkomen. Bond houdt haar tegen met een stoel en Tatiana weet bij het pistool te komen en Klebb te doden. Ten slotte varen Bond en Tatiana met hun bootje door de Venetiaanse kanalen, waarbij de film eindigt met een zoen tussen de twee op hun bootje waarbij hij de compromitterende film die opgenomen is in hun kamer het water ingooit.